# 西吉斯蒙德 (奧地利)
西吉斯蒙德（1427年10月26日—1496年3月4日）哈布斯堡王朝的利奧波德支系的成員，前奧地利大公（1439年－1490年在位）及蒂羅爾伯爵（1439年－1490年在位）。西吉斯蒙德是前奧地利大公及蒂羅爾伯爵腓特烈四世的獨生子。西吉斯蒙德出生於因斯布魯克。
1439年，父親腓特烈四世逝世，當時西吉斯蒙德只得12歲，遂由施蒂里亞支系的堂兄奧地利大公腓特烈五世攝政。1446年，當攝政結束時，腓特烈五世將權力交回西吉斯蒙德手中。西吉斯蒙德便繼承了外奧地利公國及蒂羅爾伯國，成為有實權的統治者。1449年，西吉斯蒙德娶了蘇格蘭國王詹姆斯一世的女兒埃莉諾為妻。
在位期間西吉斯蒙德與布雷薩諾內教區主教尼古勞斯爭奪因河流域的控制權。1460年，西吉斯蒙德因囚禁尼古勞斯而遭受教皇庇護二世懲以絕罰。尼古勞斯其後逃亡，但是在西吉斯蒙德向教皇投降以獲得赦免前逝世。
1469年，西吉斯蒙德將在萊茵河及阿爾薩斯的領地售給勃艮第公爵大膽的查理，卻又於1474年將這些土地買回。其後，他卻加入瑞士聯邦聯軍與勃艮第公爵查理戰鬥。
1477年，腓特烈五世封西吉斯蒙德為大公。1480年，其妻埃莉諾逝世，西吉斯蒙德於1484年再娶薩克森公爵阿爾布雷希特的女兒年僅16歲的凱瑟琳。但是兩段婚姻皆無子嗣。
1470年代至1480年代初期，西吉斯蒙德進行激進的貨幣改革。蒂羅爾擁有銀礦得以增加財富鑄造銀幣，加上使用新的開採方法和技術，將大量停產的銀礦被重新投入生產，很快許多周邊國家亦跟隨重新開放舊礦山和鑄造類似的銀幣，蒂羅爾鑄造的銀幣成為歐美日後的銀幣始祖。西吉斯蒙德亦因此被稱為「富有的」。
因為西吉斯蒙德很容易受他的幕僚的錯誤建議而動搖，他於1487年3月與威尼斯共和國進行了一場無目的的羅韋雷托戰役。蒂羅爾軍隊突擊威尼斯共和國及佔領了威尼斯的一些銀礦。其後，西吉斯蒙德再進一步激怒威尼斯，他將130名前往在博岑市集的威尼斯商人囚禁及沒收他們的貨物。蒂羅爾軍隊跟着突擊通過卡利亞諾隘口，以大量炮擊圍困羅韋雷托的城堡，是其中一次最早進行大量炮擊的戰爭。戰爭持續到夏季，但沒有任何一方取得決定性的勝利。
1490年，蒂羅爾居民叛亂，驅逐西吉斯蒙德而迎接奧地利大公馬克西米利安一世成為蒂羅爾的統治者。西吉斯蒙德是否自願將蒂羅爾讓與馬克西米利安一世卻不得而知。
1496年，西吉斯蒙德於因斯布魯克逝世。
| 西吉斯蒙德 (奧地利) 哈布斯堡家族出生于：1427年10月26日逝世於：1496年3月4日 | 西吉斯蒙德 (奧地利) 哈布斯堡家族出生于：1427年10月26日逝世於：1496年3月4日 | 西吉斯蒙德 (奧地利) 哈布斯堡家族出生于：1427年10月26日逝世於：1496年3月4日 |
| 統治者頭銜                                                                 | 統治者頭銜                                                                 | 統治者頭銜                                                                 |
| -------------------------------------------------------------------------- | -------------------------------------------------------------------------- | -------------------------------------------------------------------------- |
| 前任者： 腓特烈四世                                                        | 前奧地利大公 1439–1490                                                     | 繼任者： 馬克西米利安一世                                                  |
| 前任者： 腓特烈四世                                                        | 蒂羅爾伯爵 1439–1490                                                       | 繼任者： 馬克西米利安一世                                                  |